# Franciszek Kleeberg
Franciszek Kleeberg, né le 1er février 1888 à Tarnopol et mort de 5 avril 1941 à Dresde, est un officier général polonais. À la tête du Groupe opérationnel indépendant de Polésie, il livre du 2 au 5 octobre 1939 à Kock, la dernière bataille de la campagne de Pologne.

## Biographie
Fils d'Emilian Kleeber, insurgé polonais de 1863 et de Józefa née Kuschée, il fréquente une école de Hranice. En 1905, il obtient son baccalauréat et poursuit ses études à l'Académie impériale des techniques militaires en Autriche. En 1911, il sort diplômé de l'École de d'artillerie de Hajmasker. Puis il s'inscrit à l'École d'état-major de Vienne. Son éducation prend fin avec la Première Guerre mondiale.
En mai 1915, il rejoint les légions polonaises et devient chef d'état-major de la 2e brigade. Puis il est successivement chef d'état-major adjoint et chef d'état-major du quartier général des légions polonaises. En 1916, il prend le poste de chef d'état-major de la 3e brigade des légions. En juin 1918, Kleeberg rejoint l'armée autrichienne. Sa demande de changer sa nationalité pour la nationalité polonaise est rejetée. Jusqu'à la fin de la guerre, il sert dans la 54e brigade d'infanterie. 
Après la fin de la Première Guerre mondiale, il est admis dans l'Armée polonaise et en 1919-1920, il est chef d'état-major du Commandement oriental.
Durant l'année 1920, il exerce successivement les fonctions de : Adjoint au chef du département I du Ministère de la Guerre, Adjoint au chef de la section I à l'État-major général, Chef d'état-major de la 1re Armée, Chef d'état-major du groupe opérationnel du général Raszewski, Chef d'état-major du VIIe Corps (jusqu'en 1922)
De 1922 à 1924, il est à l'état-major puis à la tête de la 14e Division. Il est ensuite nommé Directeur des études à l'Académie militaire (1925-1927).
De 1927 à 1936, il commande la 29e Division.
Il commande ensuite de 1936 à 1939 le IIIe Corps puis le IXe Corps.
Pendant l'invasion de la Pologne (1939), il est à la tête du Groupe opérationnel indépendant de Polésie, et à ce titre livrera à Kock, du 2 au 5 octobre, la dernière bataille de cette campagne.
Fait prisonnier par les Allemands, il sera envoyé en captivité en Allemagne où il décèdera en 1941 à Dresde.
Son frère, le général Juliusz Kleeberg,  était, en 1939, en poste à l'ambassade de Pologne à Paris comme attaché militaire. Il fut responsable de la Croix rouge polonaise en France. Puis, après l'armistice de 1940, il occupa (en zone Sud) le poste d’ “Interprète général” auprès de Vichy, mais en fait, il était le chef clandestin de tous les militaires polonais internés dans les GTE de la zone Sud (Groupement de travailleurs étrangers).

## Sources et références
- [(en) http://www.generals.dk/general/Kleeberg/Franciszek/Poland.html Steen Ammentorp]
- [(en) http://www.generals.dk/general/Kleeberg/Juliusz_Edward/Poland.html Steen Ammentorp]